# 인목대비 폐비 사건
인목대비 폐비 사건 또는 인목대비 폐모 사건은 1618년 조선 조정에서 대비였던 인목왕후를 대비에서 폐하고 서궁(西宮)에 감금, 유폐시킨 사건을 말한다. 1614년부터 등장한 여론이었지만 쉽게 정해지지 않고 1616년, 1617년 내내 사회적 논란이 되었다.
칠서의 변과 영창대군 추대 사건을 빌미로 북인은 인목왕후의 폐비를 주장했고, 허균, 이이첨 등은 적극 폐비론을 주도해 나갔다. 이 사건을 계기로 광해군과 북인 정권은 서인과 남인에 의해 패륜아로 몰려 정죄당하게 된다.

## 원인
1608년 소북의 유영경은 선조의 마음이 유일한 적자인 영창대군에게 있는 것을 알고, 영창대군을 추대하려 하였다. 그러나 3세 된 어린아이를 왕으로 세우고 섭정을 하는 것이 현실성이 없다고 판단한 인목왕후는 광해군에게 보위를 넘긴다. 그러나 유영경은 영창대군을 추대하려 했다는 이유로 이이첨, 정인홍, 이산해 등의 공격을 받고 몰락하게 된다.

## 경과
1614년에는 일곱 명의 서자들이 강도가 되어 상인을 약탈하는 칠서의 변이 발생했는데, 이때 이이첨 일파는 사건을 확대시켜 이들이 김제남과 연합하여 영창대군을 추대하려 했다는 자백을 얻어내게 된다. 이를 근거로 김제남은 처형당하고 영창대군은 강화도로 유배됐다가 증살당한다. 그 뒤 역적의 딸이며 역적의 어머니인 인목왕후가 대비라는 것은 말이 되지 않는다는 여론이 나오면서  1617년부터 인목대비의 폐비론이 나타나게 된다. 이후 경연과 정청에서 인목대비 폐비론의 가부를 논하게 된다.
이때 이이첨, 허균 등이 적극적으로 나서서 폐비 여론을 주도하였다.

## 결과
1년간의 논의 끝에 인목왕후의 폐비가 결정되었다. 이때 곽재우, 정구, 송갑조, 이여빈, 이항복 등은 전은설을 주장하여 친모자는 아니지만 선조의 후비와 아들들이므로 친모, 친형제의 의와 다름이 없다며 인목대비 폐비 반대와 영창대군을 구명할 것을 요청했으나 거절당하였다. 또한 남인이었으나 친북인계 인사였던 이덕형 등도 폐비론에 반대하였다.
고산 윤선도와 미수 허목 등도 인목왕후 폐비의 그릇된 점을 지적하다가 과거 시험 응시자격을 박탈당한다. 같은 북인대북이었던 기자헌 역시 폐비론에 반대하다가 같은 북인의 공격을 받고 면직되었다.
그러나 인목대비는 폐비되어 서궁에 감금되었고, 인목왕후의 폐비에 저항한 서인 선비 송갑조는 비밀리에 서궁의 담을 넘어와 인목대비에게 문안인사를 드리기도 했다. 이 사건을 계기로 광해군과 북인 정권은 서인과 남인에 의해 패륜아로 몰려 정죄당하게 된다.

## 같이 보기
| - 인목왕후 - 영창대군 - 김제남 - 김직재의 옥사 - 칠서의 변 - 허균 - 이이첨 - 정인홍 - 이산해 - 김개시 - 서궁 - 김전 - 광해군 | - 조식 - 영창대군 - 이항복 - 이덕형 - 이여빈 - 임해군 - 곽재우 - 곽월 - 기자헌 - 기익헌 - 기준격 - 서인 - 남인 | - 신경희의 옥사 - 신경진 - 송갑조 - 송시열 - 윤선거 - 임해군 - 정구 - 조목 - 허목 |